# Yop Rip Curl Cup
 (mars 2023).
Si vous disposez d'ouvrages ou d'articles de référence ou si vous connaissez des sites web de qualité traitant du thème abordé ici, merci de compléter l'article en donnant les références utiles à sa vérifiabilité et en les liant à la section « Notes et références ».
La Yop Rip Curl Cup est une compétition de surf des World Qualifying Series 1999 disputée en 1999 à Saint-Leu, une commune de l'ouest de l'île de La Réunion, dans le sud-ouest de l'océan Indien. Dotée de 100 000 dollars, elle est remportée par l'Américain Rob Machado.